# Ingrid Jonker
Ingrid Jonker (Douglas, 19 de septiembre de 1933 - Ciudad del Cabo, 19 de julio de 1965) fue una escritora sudafricana en afrikáans galardonada con la orden de Ikhamanga.

## Infancia y primera parte de su carrera literaria
Jonker nació de familias que llevaban viviendo en Sudáfrica desde el siglo XVIII, de origen holandés la paterna y francesa hugonote la materna en Douglas, una localidad cerca de Kimberley, sus padres Abraham Jonker (1905-1966) y Beatrice Cilliers (1905-1944) se separaron después de que naciera y su madre volvió a instalarse en su casa paterna con Ingrid Jonker, su otra hija Anna y sus padres, más tarde los abuelos de Ingrid se mudaron a una granja cerca de Ciudad del Cabo. Cinco años después su abuelo falleció y las cuatro mujeres solas pasaron muchos apuros económicos.
Tras sufrir crisis mentales y enfermar de cáncer en 1944 murió la madre de Jonker, e Ingrid y su hermana mayor Anna fueron enviadas por su abuela al Colegio femenino de Wynberg en Ciudad del Cabo, donde comenzó a escribir poesía para la revista del colegio. Poco después, su padre se las llevó con él, su tercera esposa y sus dos hijastros. Hasta ese momento, el contacto de las niñas con su progenitor había sido mínimo. Esta familia trataba a las hermanas como extrañas, lo que ocasionaba muchas disputas entre Ingrid y su padre. El instituto en el que estudiaron impartía las clases en inglés, no en afrikáans.
Ingrid Jonker había comenzado a escribir poemas con seis años y con dieciséis había empezado a cartearse con el poeta y escritor sudafricano D.J. Opperman, quien fue una gran influencia para Ingrid.
Su primer poemario en afrikáans titulado Na die somer (Después del verano) estaba escrito antes de que cumpliera trece, pero le aconsejaron que esperase antes de publicarlo. En agosto de 1953 recitó poemas en público y recibió un diploma por logros en afrikáans. Su primera obra publicada Ontvlugting (Escape) es de 1956.
A finales de 1952, empezó a trabajar como secretaria en una editorial y con su salario se mudó a un apartamento junto al mar en el suburbio de Clifton, que compartía con una amiga. Más tarde, recordaría: "Me convertí en una oficinista, pero la verdadera razón por la que vivía era para escribir".

## Edad adulta y carrera
Jonker se casó con Pieter Venter que era quince años mayor que ella en 1956, su hija Simone nació en 1957. Él trabajaba en Ciudad del Cabo como director de ventas de una empresa que llevaba turistas extranjeros a safaris, y también escribía poesía en inglés y era amigo del poeta Breyten Breytenbach. La pareja se mudó a Johannesburgo, pero tres años más tarde se separaron y Jonker y su hija volvieron a Ciudad del Cabo.
Su padre, también escritor, editor y miembro del parlamento, fue nombrado censor artístico, Ingrid estaba en contra de estas leyes y sus diferencias políticas se hicieron enseguida públicas. La tensión entre los dos era tan grande, que en uno de sus discursos su padre llegó a decir que no era su hija (al parecer, había abandonado a su madre precisamente porque sospechaba que ella era fruto de un adulterio). Además en este tiempo, mantenía dos romances con los escritores, Jack Cope y André P. Brink. Se quedó embarazada de uno de ellos y se sometió a un aborto (un crimen en Sudáfrica por aquel entonces). El dolor ante el continuo rechazo de su padre y su aborto contribuyen a su ingreso en el Hospital Psiquiátrico de Valkenberg en 1961, donde su madre había muerto años antes.
Su siguiente poemario Rook en oker (Humo y ocre) tardó en aparecer debido al punto de vista conservador de sus editores, pero se publicó en 1963. Obtuvo muy buenas críticas de personajes literarios, pero no tuvo una gran acogida por el público. También la consagró como miembro de Die Sestigers (Los Sesenteros) (junto con Breyten Breytenbach, André P. Brink, Adam Small y Bartho Smit), un grupo que desafiaba las normas literarias establecidas del afrikáans.
Con Rook en oker Jonker ganó las £1000 del premio literario Afrikaanse Pers-Boekhandel (Editores de prensa y libros en afrikáans) así como una beca de la Corporación Anglo-americana. Con todo ese dinero, se financió un viaje por distintos países europeos: Reino Unido, Países Bajos, Francia, España, Portugal, para el que le pidió a Jack Cope que la acompañara, como éste se negara, hizo el viaje con André P. Brink y fueron a París y Barcelona. En este viaje, Brink decidió no dejar a su esposa por Jonker y regresó a Sudáfrica. Ella volvió a Ciudad del Cabo poco tiempo después. Más tarde publicó su último poemario Kantelson (Sol fluctuante).

## Muerte
La noche del 19 de julio de 1965, Jonker fue a la Bahía de las Tres Anclas de Ciudad del Cabo donde se suicidó ahogándose en el mar. Al escuchar la noticia de su muerte su padre dijo: "Por lo que a mí respecta, la pueden volver a tirar al mar."

## "Copyrights" y manuscritos
Tras su muerte, la justicia otorgó todos los derechos de autor y la propiedad intelectual de la obra de Ingrid a Jack Cope, quien creó la "Fundación Ingrid Jonker" y la dirigió hasta su muerte en 1991. La hija de Jonker, quedó posteriormente como beneficiaria y los derechos de autor siguen financiando la fundación.
Los manuscritos de Jonker pasaron al Museo inglés nacional de literatura ("National English Literary Museum", NELM) en Grahamstown.  Su hermana Anna Jonker los tomó prestados con la intención de hacer una biografía de Ingrid Jonker. Sin embargo, tras la muerte de Anna, los manuscritos pasaron a su hija, Catherine de Villiers, quién vivió en las propiedades del escritor Jan Rabie y el artista Marjorie Wallace. Como la familia De Villiers no tenía espacio para almacenarlos, Catherine trasladó los manuscritos a casa de su hermano Anthony Bairos. Bairos vendió los manuscritos a Gerrit Komrij, quien actualmente los conserva en su casa de Portugal para su amigo Henk van Woerdenque tiene la intención de escribir finalmente la biografía de Ingrid Jonker.[cita requerida]

## Legado

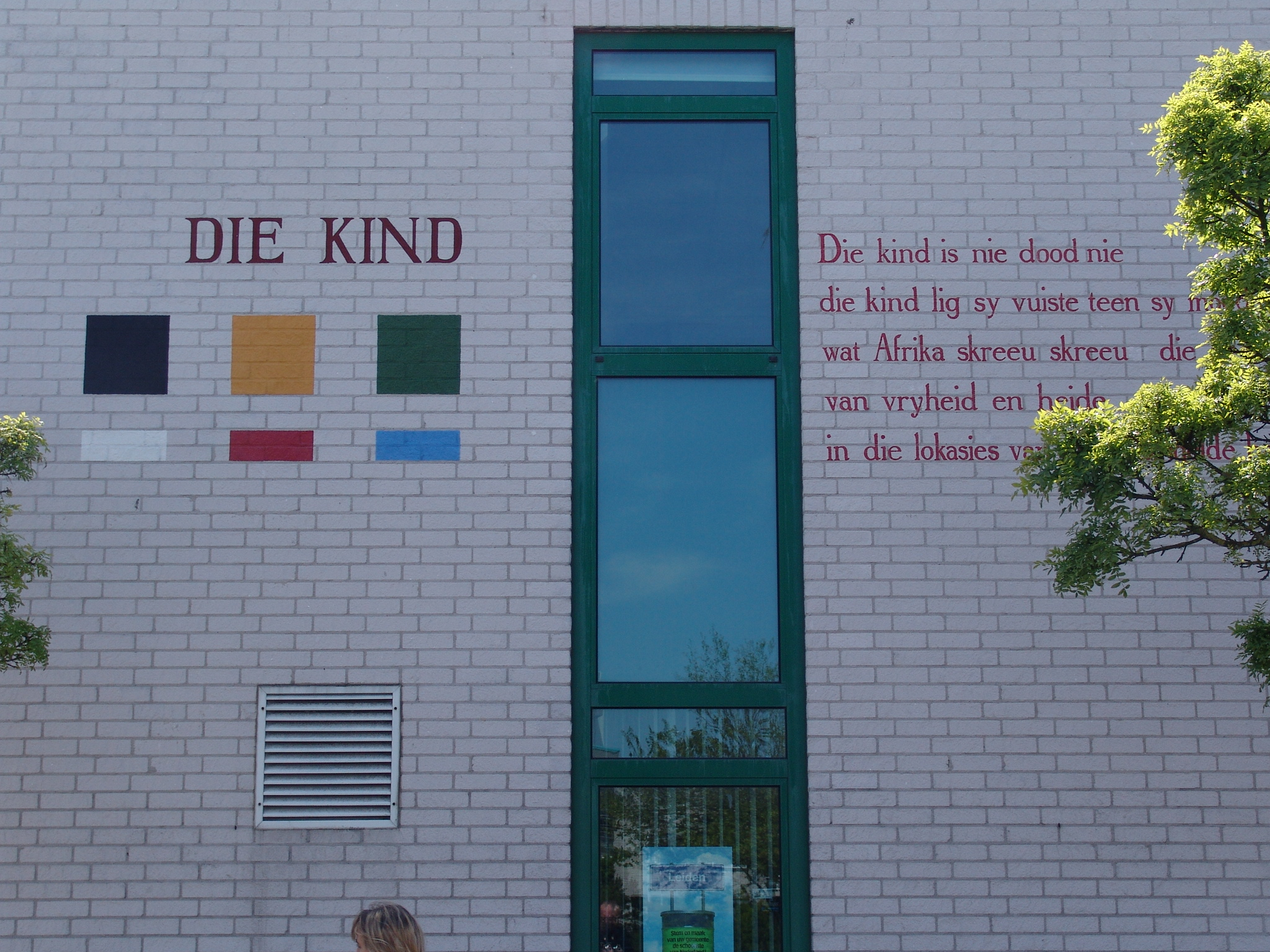
Nombre del archivo:Ingrid Jonker - El niño.JPG
Poema mural en la ciudad de Leiden en Holanda.
Licencia:CC BY-SA 3.0
Fecha:2005-05-14 14:53:17
Autor:Biccie
Categorías:2005 in Leiden, Ingrid Jonker, Leiden Public Library, Wall poems in Leiden
Ver imagen en Wikimedia Commons

Sus poemas se han traducido a varios idiomas y sus amigos le rindieron tributo creando el Premio Ingrid Jonker en 1965. Este premio anual al mejor escritor en inglés o afrikáans consiste en R1000 y una medalla.
Nelson Mandela leyó su poema Die kind (wat doodgeskiet is deur soldate by Nyanga) (El niño (al que mataron de un disparo los soldados de Nyanga)), en afrikáans durante la apertura del primer parlamento democrático el 24 de mayo de 1994.
La obra de teatro de Ryk Hattingh, Opdrag: Ingrid Jonker (Obra: Ingrid Jonker), representada en el Festival nacional de artes de Grahamstown y protagonizada por Jana Cilliers se representó en 2002.
En abril de 2004, el gobierno sudafricano le otorgó póstumamente la Orden de Ikhamanga por "su excelente contribución a la literatura y compromiso en la lucha por los derechos humanos en Sudáfrica".
Varios de sus poemas se han convertido en canciones de Laurika Rauch, Anneli van Rooyen o Chris Chameleon.
En 2005 Chris Chameleon (conocido miembro del grupo Boo!) sacó el álbum Ek Herhaal Jou (Te repito), con una serie de poemas cantados de Ingrid Jonker el día del 40 aniversario de su muerte. Incluía temas como "Bitterbessie Dagbreek" (Amanecer agridulce), "Lied van die gebreekte Riete" (Canto de los juncos muertos) u "Ontvlugting" (Escape).
En 2007, la directora sudafricana nacida en Mozambique Helena Nogueira realizó el documental Ingrid Jonker, her Lives and Time, en el que luego se basó la película All that Breaks ese mismo año y dirigida por la misma directora, producida por David Parfitt (Shakespeare in Love), Charles Moore (Schindler's List) y Shan Moodley.
La actriz neerlandesa Carice van Houten protagonizará el film Smoke and Ochre, basado en la vida de Jonker.

## Biografía
En 2003, la biógrafa Petrovna Metelerkamp, publicó Ingrid Jonker - Beeld van 'n digterslewe (Ingrid Jonker - Imagen de la vida de una poetisa). El libro contiene correspondencia, nuevas interpretaciones de su obra y un relato inédito de la noche de su muerte por su amiga Bonnie Davidtsz.